# Ermínio Marchi
Ermínio Marchi foi um político brasileiro.
Foi candidato a deputado estadual para a Assembleia Legislativa de Santa Catarina pelo Partido Social Progressista (PSP), recebeu 1.302 votos nas eleições de 1962, ficando como suplente e foi convocado para a 5ª Legislatura (1963-1967).